# Orthopristis
Orthopristis és un gènere de peixos pertanyent a la família dels hemúlids que es troba a les aigües tropicals i temperades càlides del Nou Món (tant al Pacífic com a l'Atlàntic).

## Descripció
- Cos allargat, escatós, el·líptic i fortament comprimit.
- Boca curta, acaba abans de l'ull i no és vermella per dins.
- Preopercle finament serrat.
- Aleta anal amb una base llarga.

## Taxonomia
- Orthopristis cantharinus (Jenyns, 1840)
- Orthopristis chalceus (Günther, 1864)[3]
- Orthopristis chrysoptera (Linnaeus, 1766)[4]
- Orthopristis forbesi (Jordan & Starks, 1897)[5]
- Orthopristis lethopristis (Jordan & Fesler, 1889)[6]
- Orthopristis poeyi (Scudder, 1868)
- Orthopristis reddingi (Jordan & Richardson, 1895)[7]
- Orthopristis ruber (Cuvier, 1830)[8][9][10][11][12][13][14]